# Pseudosphinx tetrio
Pseudosphinx tetrio é uma espécie de mariposa (português brasileiro) ou traça (português europeu) da família Sphingidae, ordem Lepidoptera.Distribui-se nas zonas tropicais e subtropicais da América, desde o sul do Brasil até o sul dos Estados Unidos. 

## Descrição
No estágio adulto a mariposa tem uma coloração marrom acinzentada com marcas brancas, já as asas posteriores apresentam predominantemente um tom marrom escuro. A fêmea pode possuir uma tonalidade um pouco mais clara do que a do macho. O corpo detêm anéis brancos, cinzas e negros. As asas atingem uma envergadura de 12 a 14 cm, e a fêmea possuí um comprimento ligeiramente maior.
No estágio larval, a Pseudosphinx tetrio é uma lagarta que pode chegar a 15 centímetros de comprimento. A coloração aposemática dessa fase é evidenciada por sua cor preta, com anéis amarelos e cabeça laranja avermelhada. Na região traseira é possível observar um inchaço laranja que detêm uma antena negra de mais ou menos 2 cm de comprimento. As patas também são alaranjadas com alguns pontos pretos. A pupa mede cerca de 7 cm, e a medida que vai crescendo deixa de ser inteiramente amarela e passa a ser preta e vermelha amarronzada antes da fase final desse estágio.

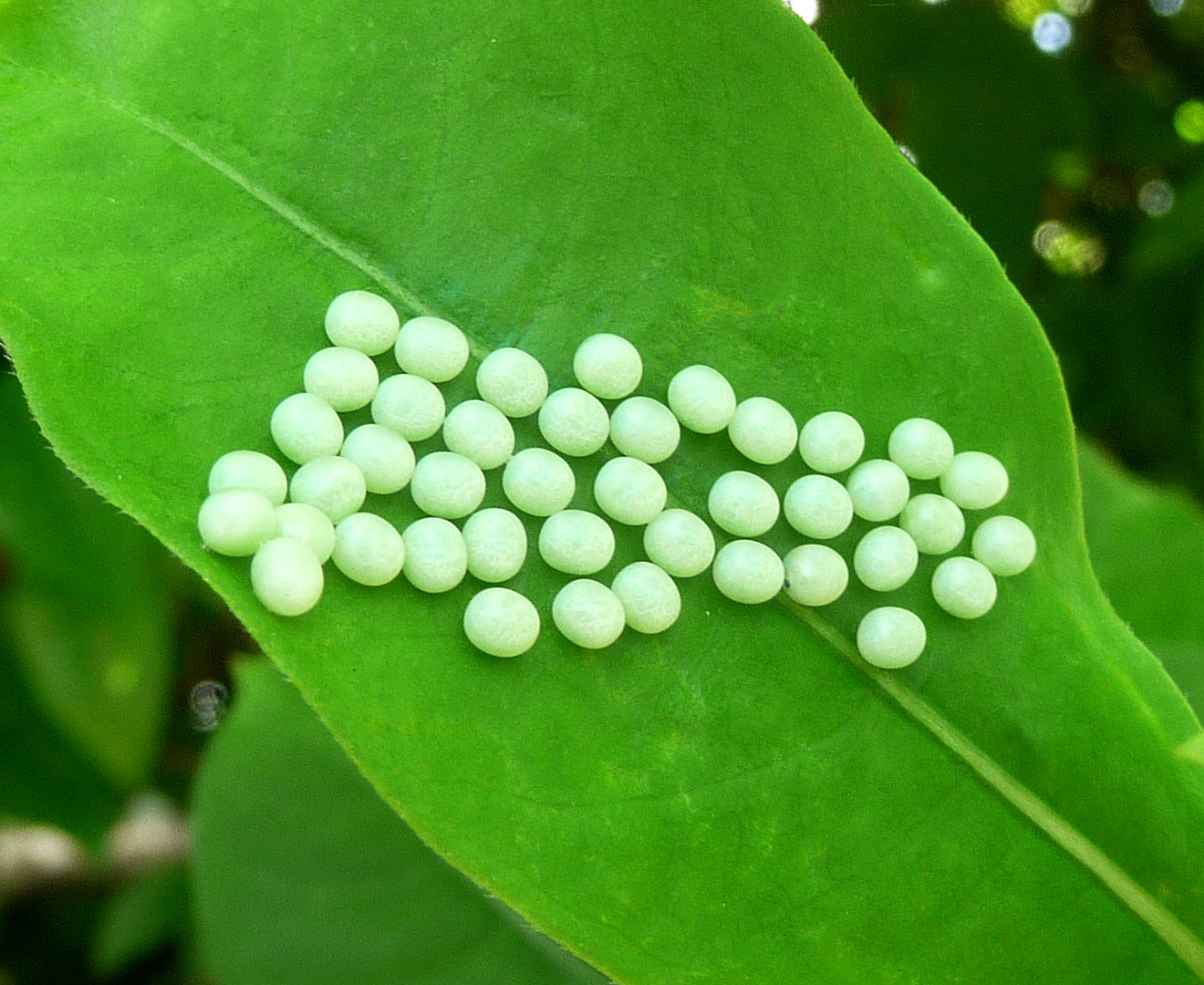
Ovos
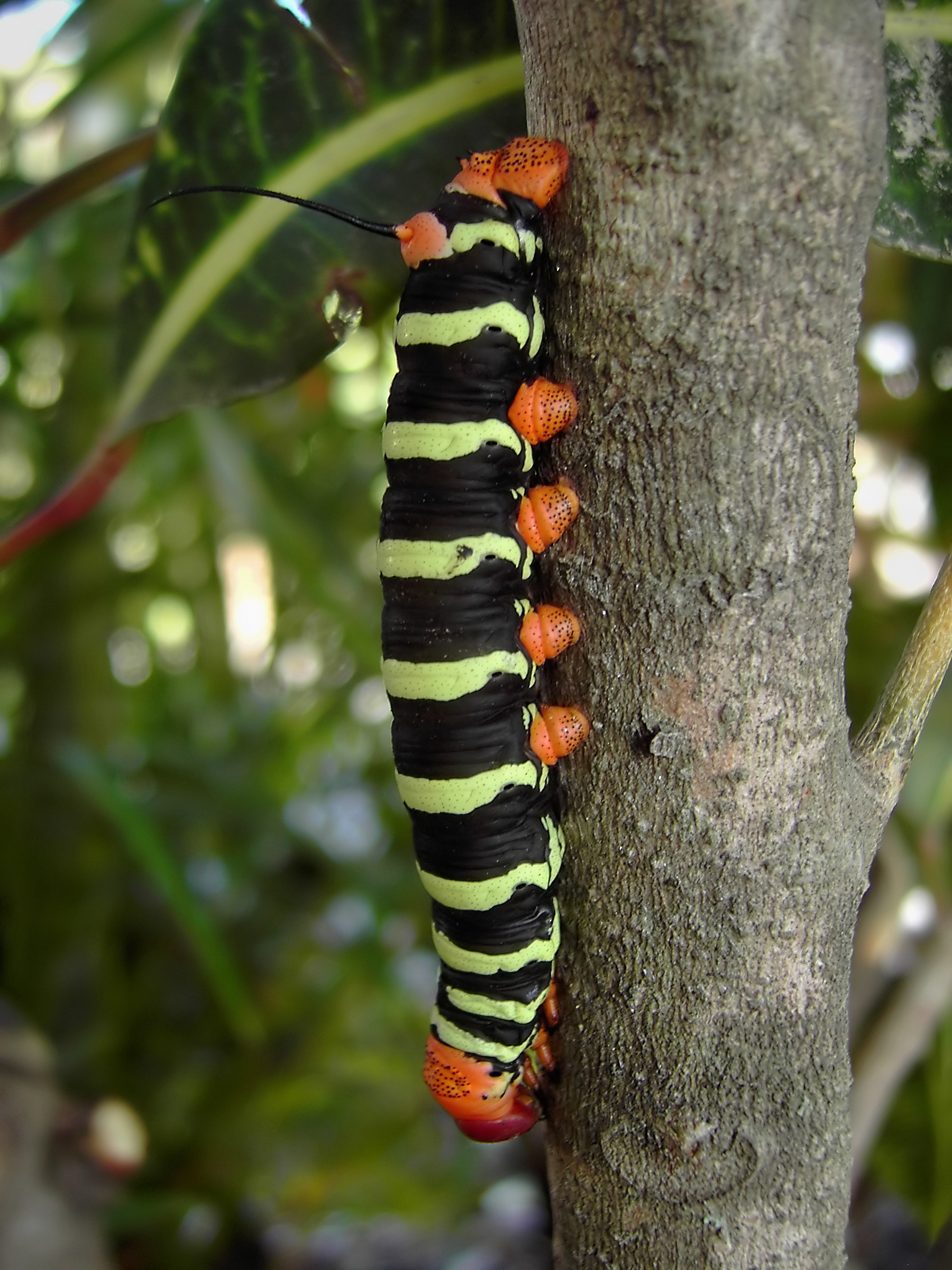
Lagarta
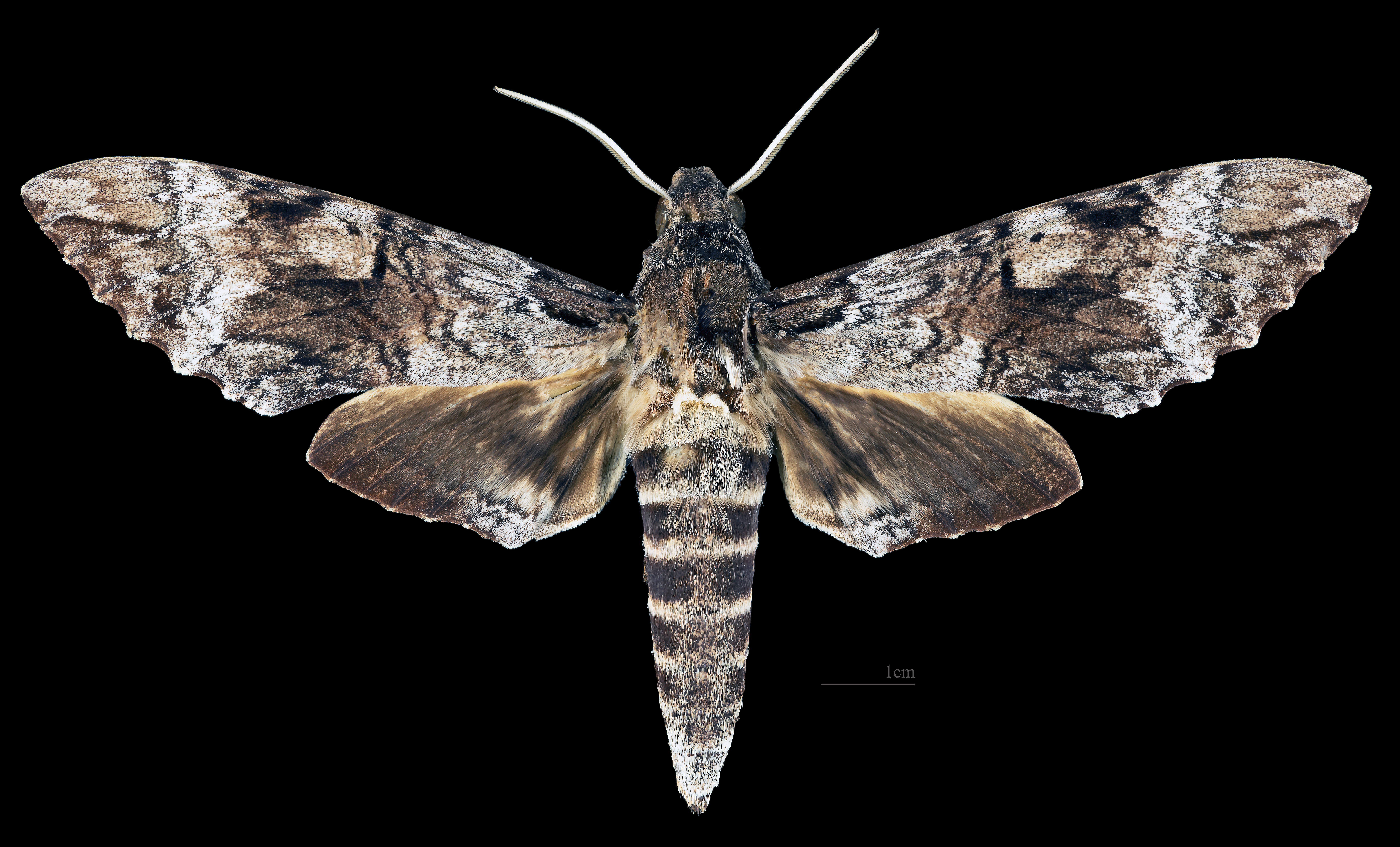
Pseudosphinx tetrio ♂
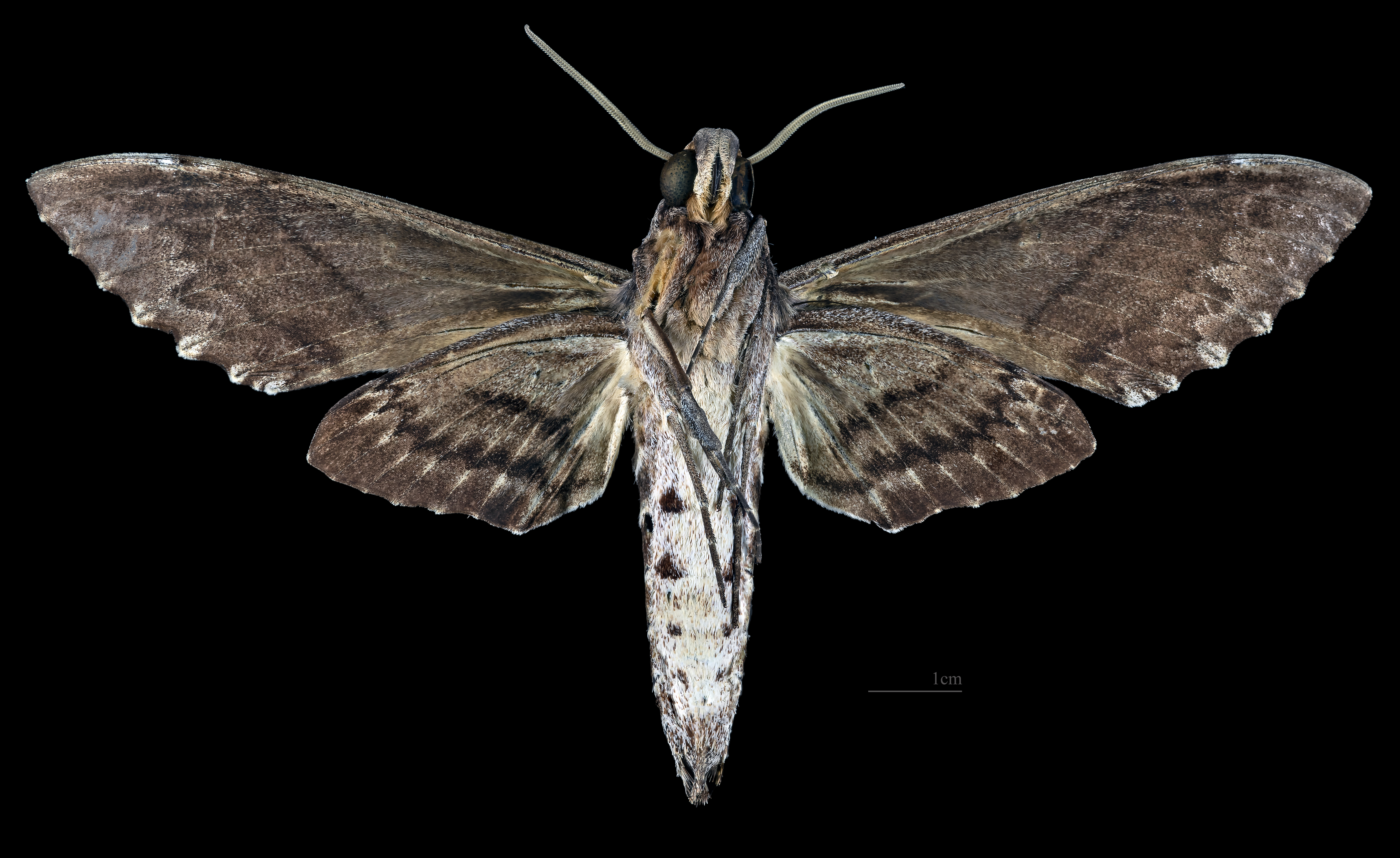
Pseudosphinx tetrio ♂   △
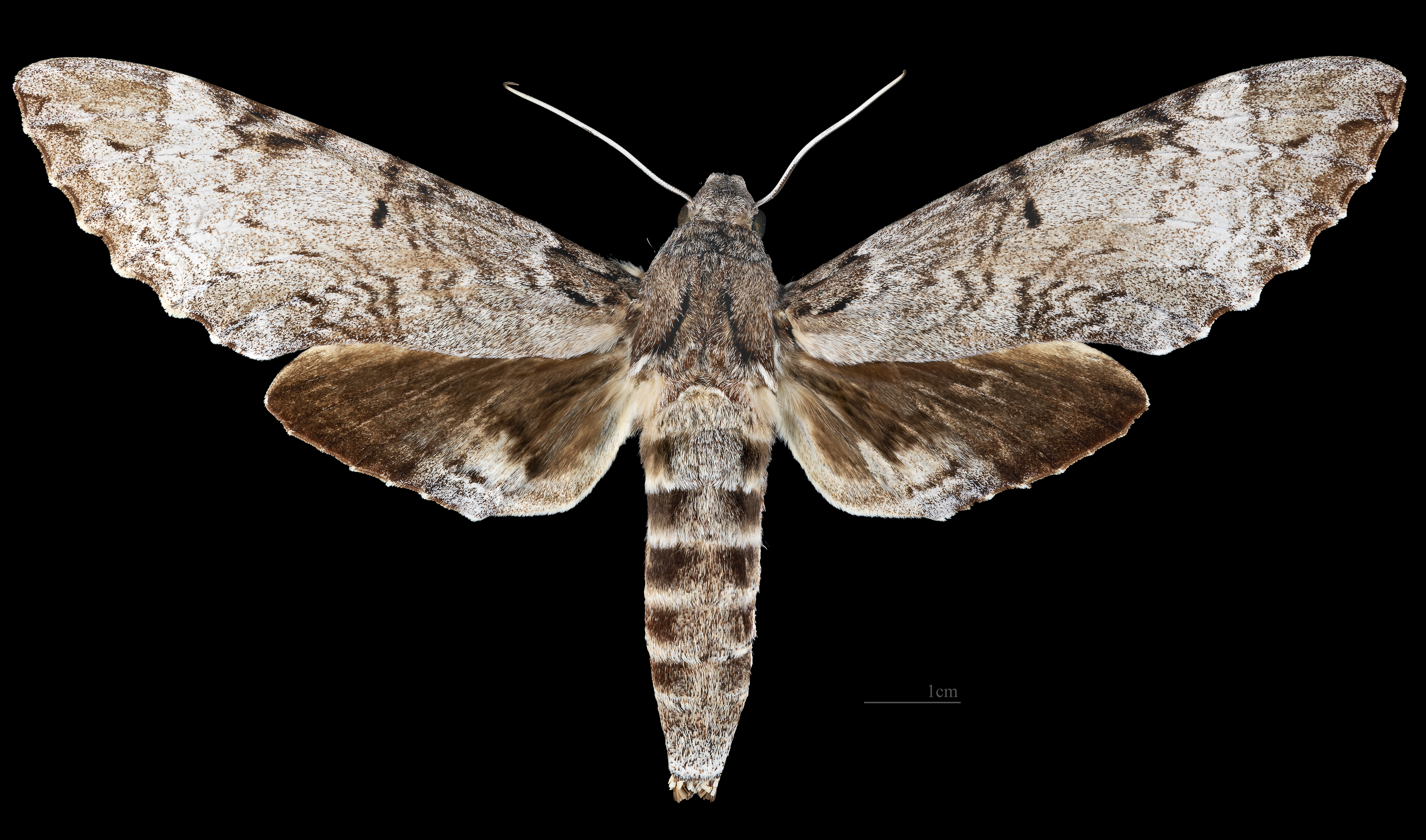
Pseudosphinx tetrio  ♀
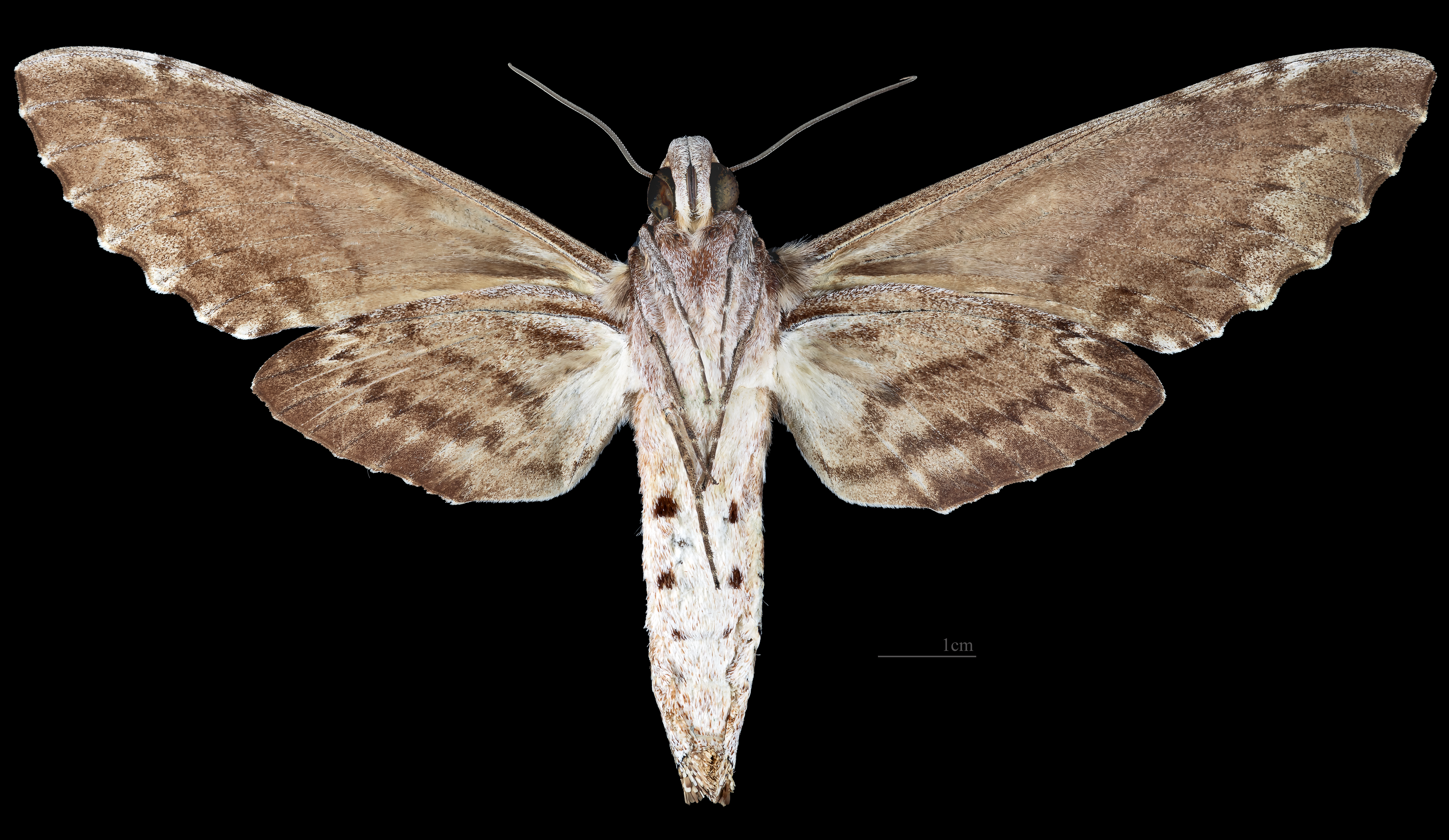
Pseudosphinx tetrio ♀ △

## Biologia
O habitar da mariposa se restringe a plantas da família Apocynaceae, principalmente do gênero Plumeria, incluindo espécies como a Jasmim-manga (P. rubra),  Plumeria alba e a Orélia (Allamanda cathartica).
As fêmeas depositam em torno de 50 a 100 ovos em aglomerados. Tornam-se pupas enquanto estão em folhas caídas ou sob o solo. As lagartas se alimentam de plantas, e no processo desintoxicam o venenoso látex presente na maioria das Apocynaceae.  A mariposa adulta se alimenta de néctar. A presença da espécie já foi detectada em outras plantas, tais como o pequi (Caryocar brasiliense) e a vinca-de-madagáscar (Catharanthus roseus). Foi observado que a Pseudosphinx tetrio ajuda no processo de polinização da Coilostylis ciliaris, planta oriunda de Porto Rico. 
As lagartas tem uma série de defesas contra predadores. O consumo de plantas tóxicas as tornam impalatáveis para a maioria das espécies. Uma exceção é o anu-preto, que consegue se alimentar da lagarta evitando o intestino, parte que concentra o material tóxico. Quando ameaçada, a lagarta pode morder em um gesto de defesa.

## Impactos ambientais
A espécie é bem conhecida por causar danos e desfolhar as Plumerias. Cada lagarta pode consumir até três folhas grandes por dia, e se a folhagem não estiver disponível ela pode continuar sua alimentação atacando o caule. Mesmo que desfolhe toda a planta, a espécie geralmente não causa a sua morte. As lagartas são grandes e facilmente notáveis, e podem ser controladas simplesmente sendo arrancadas das árvores.